# Вътрешна политика
Вътрешна политика се отнася до политическото поведение на една държава в нейните граници. Тя се формира от процеси, развиващи се в пределите на дадената държава.
Вътрешната политика се подчинява на националната правна система, която осъществява и нейната регулация. Съществува тясна връзка между вътрешната и външната политика, като целта е те да си взаимодействат и съответстват. Понякога обаче има различия в целите им. Решенията при външната политика се взимат въз основа и съобрзано с процесите във вътрешната политика. При равни условия вътрешнополитическите съобразжения са с приоритет пред външнополитическите.